# Simplastrea vesicularis
Simplastrea vesicularis is een rifkoralensoort uit de familie van de Euphylliidae. De wetenschappelijke naam van de soort is voor het eerst geldig gepubliceerd in 1940 door Umbgrove.